# Borislav Stevanović
Borislav Stevanović (serbisch-kyrillisch Борислав Стевановић; * 22. September 1975 in Kosovska Mitrovica; † 24. Januar 2022) war ein jugoslawisch-serbischer Fußballspieler. Der Stürmer bestritt 2001 ein Länderspiel für Jugoslawien.

## Sportlicher Werdegang
Stevanović begann seine Karriere als Teenager beim FK Radnički Niš, für den er ab dem Zerfall Jugoslawiens in der Prva liga SR Jugoslavije / Srbije i Crne Gore spielte. 1996 stieg er mit dem Klub in die Zweitklassigkeit ab. 1998 wechselte er nach Spanien zu CP Mérida, der aus der Primera División abgestiegen war. In der Segunda División währte sein Aufenthalt nur kurz, nach wenigen Wochen wechselte er zurück in sein Heimatland zum FK Rad Belgrad. In der Spielzeit 2000/01 gehörte er mit 19 Saisontreffern zu den torgefährlichsten Angreifern der Meisterschaft. Daraufhin berief ihn Auswahltrainer Vujadin Boškov für den Kader der jugoslawischen Nationalmannschaft, die am Kirin Cup 2001 teilnahm. Bei der 0:1-Niederlage gegen Japan durch einen Treffer von Jun’ichi Inamoto ersetzte er ab Mitte der zweiten Halbzeit Igor Bogdanović.
Später zeigte Stevanović sich zunehmend verletzungsanfällig. 2003 wechselte er zum Ligakonkurrenten FK Zemun, kam aber in anderthalb Spielzeiten nur auf neun Ligaspiele. Daraufhin wechselte er Anfang 2005 zu Universitatea Craiova, in Rumänien blieb er aber ebenfalls ohne großen Einfluss. Im Sommer kehrte er daraufhin erneut nach Serbien zurück, wo er fortan für den Zweitligisten FK BASK am Ball war. 2010 beendete er dort seine aktive Laufbahn.
Anfang 2022 erlitt Stevanović einen Herzinfarkt, an dem er im Alter von 46 Jahren verstarb.